# Иконников, Кирилл Геннадьевич
Кирилл Геннадьевич Ико́нников (5 марта 1984, Ленинград, СССР) — российский молотометатель. Чемпион России (2008, 2011).

## Достижения
| Как представитель России | Как представитель России                          | Как представитель России | Как представитель России | Как представитель России |
| ------------------------ | ------------------------------------------------- | ------------------------ | ------------------------ | ------------------------ |
| 2001                     | Всемирный юношеский чемпионат по лёгкой атлетике  | Дебрецен, Венгрия        | 3-е место                |                          |
| 2002                     | Чемпионат мира среди юниоров по лёгкой атлетике   | Кингстон, Ямайка         | 5-е место                |                          |
| 2003                     | Чемпионат Европы по лёгкой атлетике среди юниоров | Тампере, Финляндия       | 4-е место                |                          |
| 2008                     | Олимпиада-2008 в Пекине                           | Пекин, Китай             | 21-е место               |                          |

27 октября 2016 года из-за положительной допинг-пробы МОК аннулировал результат Кирилла Иконникова (5 место) на Олимпийских играх 2012 года в Лондоне.